# Heinrich Louis d'Arrest
Heinrich Louis d'Arrest o Heinrich Ludwig d'Arrest (Berlino, 13 luglio 1822 – Copenaghen, 14 giugno 1875) è stato un astronomo tedesco.
Mentre era ancora un allievo, d'Arrest fece parte della squadra di ricerca del pianeta Nettuno, con Johann Gottfried Galle. Il 23 settembre 1846, suggerì che una carta del cielo che era stata recentemente tracciata, nella posizione prevista da Urbain Le Verrier, si sarebbe potuta paragonare alla configurazione stellare di allora per stabilire lo spostamento caratteristico del pianeta, in maniera opposta ad una stella fissa. Nettuno fu scoperto quella stessa notte.
Il lavoro successivo di d'Arrest all'osservatorio di Lipsia lo condusse, nel 1851, alla scoperta della cometa che prese il suo nome (formalmente indicata come 6P/d'Arrest). Inoltre studiò gli asteroidi, scoprendo 76 Freia, ed alcune nebulose.

## Riconoscimenti
- Ha vinto la medaglia d'Oro della Royal Astronomical Society in 1875.

Hanno ricevuto il suo nome:
- Il cratere d'Arrest del diametro di 29 km sulla Luna[1].

- Il cratere d'Arrest di 2,1 km di diametro su Fobos[2], il satellite più interno di Marte.

- L'asteroide 9133 d'Arrest.